# جورج برودهيرست
جورج برودهيرست (بالإنجليزية: George Howells Broadhurst)‏ هو كاتب سيناريو أمريكي، ولد في 3 يونيو 1866 في والسال في المملكة المتحدة، وتوفي في 31 يناير 1952 في سانتا باربارا في الولايات المتحدة.

## وصلات خارجية
- جورج برودهيرست على موقع IMDb (الإنجليزية)
- جورج برودهيرست على موقع أول موفي (الإنجليزية)
- جورج برودهيرست على موقع قاعدة بيانات برودواي على الإنترنت (الإنجليزية)
- جورج برودهيرست على موقع قاعدة بيانات برودواي على الإنترنت (الإنجليزية)
- جورج برودهيرست على موقع قاعدة بيانات برودواي على الإنترنت (الإنجليزية)
- جورج برودهيرست على موقع قاعدة بيانات الفيلم (الإنجليزية)
- جورج برودهيرست على موقع كينوبويسك (الروسية)